# Orfanotrofio Magnolfi
L'Orfanotrofio Magnolfi si trova nel comune di Prato.
Il santuario della Pietà fu concesso nel 1699 ai Carmelitani, che a più riprese, nel corso del Settecento, ampliarono i locali costituendo un vasto convento. Questo fu soppresso, e assegnato nel 1838 dal Granduca a Gaetano Magnolfi, per impiantarvi un "orfanotrofio tecnologico" che formò molti abili artigiani (legnaioli, fabbri, sarti, tessitori, tipografi).
Chiuso nel 1979, l'ambiente è in parte trasformato in casa di riposo; gli interni conservano la struttura settecentesca, con lunghi corridoi e celle, e una cappella in veste ottocentesca.
L'altra parte è invece è un centro culturale, il Magnolfi Nuovo, composto da un teatro, il Magnolfi, che promuove nuove forme di sperimentazione teatrali e musicali, una serie di aule dedicate alla didattica, principalmente per corsi promossi dall'Assessorato alla Cultura, e da un ostello, che ospita turisti e i partecipanti alle attività formative promosse dal Magnolfi Nuovo.